# Amparo Sard
Amparo Sard (Son Servera, Mallorca, 1973) es una artista multidisciplinar española implicada en activismo social.

## Biografía
Se licenció en 1999 en Bellas Artes en la Universidad de Barcelona y más tarde en 2003 realizó un master en la New School University de Nueva York. En 2018 además se doctoró en la Universidad de Barcelona. En 2021 Sard además de artista y pintora es jefa de estudios del título de grado de Bellas Artes en la Universidad de las Islas Baleares.

## Estilo artístico
Comenzó su carrera con autorretratos en situaciones surrealistas y fue evolucionado ampliando sus papeles y creando instalaciones con esculturas de aluminio o fibra de vidrio. En sus obras denuncia las injusticias sociales y otros temas sociales. Emplea en sus exposiciones distintas técnicas como la escultura, fotografías, vídeos y dibujos, y materiales como poliuretano, pintura de resina, vídeos. En sus trabajos busca lo sensitivo y lo siniestro, plasma la angustia que siente la persona cuando no puede cambiar una realidad injusta.

## Obra

### Colecciones
Su obra forma parte de colecciones internacionales en:
En New York en el Guggenheim y el MoMA, el Deutsche Bank de Berlín o la Colección Testimoni de la Fundación “la Caixa”, West Collection, Museo de Arte Contemporáneo de Chelsea en Nueva York, Taylers Museum, Holanda. Artium Museo de Vitoria, Casal Solleric, Palma de Mallorca. Fundació Pilar i Joan Miró, Museo de Arte Contemporáneo de Murcia, Gobierno de Cantabria, Es Baluard Museu d’Art Modern i Contemporani de Palma entre otras.

### Exposiciones
Ha expuesto de forma tanto individual como colectiva en galerías, museos y ferias nacionales e internacionales.  
Con sus proyectos es el titulado La Otra, presentado en el Museo ABC de Madrid.
En el año 2002 realiza la exposición El peso de la aberración en el Da2 de Salamanca.
Entre las exposiciones colectivas destacan Video(s)torias, en el ARTIUM Centro-Museo Vasco de Arte Contemporáneo, donde Inma Prieto y Blanca de la Torre hacen una revisión del videoarte español, desde sus orígenes.
En 2021 un grupo de artistas muestra en el Centro Cultural Conde Duque de Madrid, la exposición colectiva titulada  ‘El crimen perfecto’ los desastres ecológicos, Sard participó en la exposición con la obra Rompiendo el mar.
Según sus palabras ː

Todo  mi trabajo  se  va  trenzando  en torno  a  la  tolerancia.  Ese  delicado  puente  entre uno  y el otro,  y por eso mismo aparece el otro yo, el que "deberíamos ser". Cuando decidimos cambiar el "sí" por el "no", o viceversa. Ese corte, ese punto de inflexión que puede ser tan subliminal y tan intenso a la vez cuando hablamos de nuestro espacio vital. Esa tensión que se crea es lo que me interesa.

## Premios y reconocimientos
- En 2000 Primer premio nacional, Concurso de Identidad del Deutsche Bank, Barcelona.[16]
- 1999 Primer premio internacional, Deutsche Bank, Identity Competition, Berlin.[12]
- Premio Sa Nostra (Master of Arts in Media Studies),
- Primer premio, Premio Ciutat de Palma “Antoni Gelabert” Palma de Mallorca, España.
- 2001 Generación 2005 Premio Caja Madrid, Madrid, España.
- 2015 Primer Premio Rendibu Videoarte.[17]
- 2014 Medalla de Oro otorgada por el Gobierno italiano a su trayectoria.
- 2018 Reconocimiento de la lista holandesa LXRY 2018 como uno de los 15 mejores artistas del mundo.